# Alexander Hegarth
Alexander Hegarth (* 26. Juli 1923 in Dresden; † 14. November 1984 in Gummersbach) war ein deutscher Schauspieler.

## Leben
Nach Schauspielunterricht bei Rudolf Vogel debütierte Hegarth in der Spielzeit 1947/48 am Stadttheater von Konstanz an der Seite von René Deltgen und Inge Conradi. Anschließend war er bis 1952 in Baden-Baden verpflichtet, wo er auch als Sprecher beim Südwestfunk wirkte. Es folgte ein zweijähriges Engagement an die Städtischen Bühnen von Gelsenkirchen und schließlich im Herbst 1955 eine weitere Verpflichtung nach Lübeck, wo er erstmals auch als Regisseur arbeiten durfte. Dort inszenierte er beispielsweise Arthur Watkyns Stück In guten und in schlechten Tagen. 1958 holte man ihn an die Berliner Volksbühne. Nebenbei nahm er auch an den Theaterfestspielen in Wunsiedel teil und spielte an kleinen Provinzbühnen Kabarett. Zu seinen späten Bühnenstationen zählen unter anderem die Münchner Kammerspiele unter der Leitung von August Everding und die Vereinigten Städtischen Bühnen von Krefeld-Mönchengladbach.
Ab 1966 freischaffend, erhielt der passionierte Hobbykoch zahlreiche Rollen in Film und Fernsehen. Hegarths Rollenfach war meist der elegante Mann von Welt; stets wie aus dem Ei gepellt und leicht snobistisch in Attitude und Habitus. Demzufolge war er die ideale Besetzung für jede Form von Bonvivants und Lebemänner in Boulevardkomödien, die er sowohl im Fernsehen als auch auf der Bühne spielte. Hegarth wurde aber auch mehrfach in Krimis (wie der Dreiteiler Der Tod läuft hinterher, die Reihe Tatort und die Serie Der Alte) als leicht undurchsichtiger und längst nicht immer sympathischer, blasierter Geschäftsmann und arroganter Vertreter des Großbürgertums besetzt.
Neben dieser überwiegend leichten Fernsehkost überzeugte Hegarth aber auch in einer beträchtlichen Anzahl von ambitionierten TV-Produktionen mit zeithistorischem Hintergrund (sog. Dokumentarspiele): Maximilian von Mexiko, Der Tod des Engelbert Dollfuß, Der Röhm-Putsch, Der Polizeiminister, Bericht einer Offensive, Trotzki – Tod im Exil und Die rote Kapelle. Darüber hinaus wirkte er auch in für das Fernsehen aufbereiteten Literaturadaptionen (Othello, Tartuffe oder Der Betrüger) mit.
Hegarth starb während einer Theatertournee in seinem Hotelzimmer an Herzversagen.

## Filmografie
- 1954: Bitte Fräulein, schreiben Sie
- 1957: Der Weiberheld
- 1958: Meine Frau macht Musik
- 1958: Der Prozeß wird vertagt
- 1958: Liebesmahl eines Wucherers
- 1959: Weimarer Pitaval: Der Fall Harry Domela (Fernsehreihe)
- 1959: Der Ritter vom Mirakel
- 1959: Der Marquis von Keith
- 1963: Im Schatten des Krieges
- 1963: Den Tod in der Hand
- 1964: Die fünfte Kolonne – Treffpunkt Wien
- 1965: Die fünfte Kolonne – Tivoli
- 1966: Raumpatrouille – Die phantastischen Abenteuer des Raumschiffes Orion
- 1966: Die fünfte Kolonne – Die ägyptische Katze
- 1966: Die fünfte Kolonne – Ein Auftrag für …
- 1966: Gewagtes Spiel – Drei Giraffen (Fernsehserie)
- 1966: Geld kennt keine Grenzen
- 1967: Der Diamantenprinz (Jack of Diamonds)
- 1967: Der Tod läuft hinterher (TV-Dreiteiler)
- 1967: Flucht ohne Ausweg (TV-Dreiteiler)
- 1968: Sherlock Holmes – Das Beryll Diadem
- 1969: Bitte recht freundlich, es wird geschossen
- 1970: Der Polizeiminister
- 1970: Die seltsamen Methoden des Franz Josef Wanninger
- 1972: Pater Brown – Vaudreys Verschwinden (Fernsehserie)
- 1972: Die rote Kapelle (Fernsehserie)
- 1972: Tatort: Die Samtfalle
- 1973: Die Zwillinge vom Immenhof
- 1973: Der Bastian
- 1973: Der Vorgang
- 1973: Okay S.I.R. – Aus der Traum (Fernsehserie)
- 1973: Steig ein und stirb
- 1974: Tatort: Playback oder die Show geht weiter
- 1974: Der Scheingemahl
- 1975: Unter einem Dach – Brillanten
- 1976: Notarztwagen 7
- 1977: Generale – Anatomie der Marneschlacht
- 1978: Schwarz und weiß wie Tage und Nächte
- 1979: Der Alte – Der Abgrund (Fernsehserie)
- 1979: Was wären wir ohne uns
- 1980: Musik auf dem Lande
- 1980: Der Alte – Der Detektiv (Fernsehserie)
- 1983: Monaco Franze – Der ewige Stenz (Fernsehserie)
- 1984: Der Alte – Die Tote im Schloßpark (Fernsehserie)
- 1984: Ein Fall für zwei – Die verlorene Nacht (Fernsehserie)

## Theater
- 1956: Jean-Paul Sartre: Nekrassow (Nekrassow) – Regie: Fritz Wisten (Volksbühne Berlin)
- 1957: Franz und Paul von Schönthan: Der Raub der Sabinerinnen (Dr. Neumeister) – Regie: Rochus Gliese (Volksbühne Berlin)
- 1983: Peter Podehl: Das späte Fräulein Pimpernell (Komödie im Marquardt Stuttgart)
- 1984: Judith Ross – Eine fast vollkommene Frau (Tournee)